# Posto Seis
Posto Seis é um jornal quinzenal de notícias, do bairro de Copacabana, brasileiro, fundado em fevereiro de 1996 e sediado no Rio de Janeiro. Está orientado para os moradores de Copacabana e para o público da grande área metropolitana.
Fundado pelo jornalista Mauro Franco, a intenção do jornal é informar o que acontece no bairro de Copacabana, onde existem aproximadamente 160 mil moradores. Auxiliado por sua esposa Ana Franco, acabou sendo um dos principais jornais comunitários do Brasil. A Empresa Jornalística Posto Seis, que edita o jornal, também edita os jornais VIA dos bairros do Flamengo, Largo do Machado, Catete e Laranjeira e, também, Ipanema, Leblon e Gávea e os mapas turísticos de Copacabana e Leme, além do mapa de Ipanema e Leblon.
Com diversos trabalhos comunitários, o Jornal Posto Seis tem reconhecimento tanto das comunidades carentes, quanto das escolas/creches e clubes de serviços como Lions e Rotary e da sociedade copacabanense.